# Walt Disney
Walter Elias Disney (Chicago, 5 de desembre de 1901 - Los Angeles, 15 de desembre de 1966) va ser un productor, director, guionista i animador estatunidenc. Va ser el fundador, amb el seu germà Roy O. Disney, de The Walt Disney Company, empresa que avui dia té un benefici anual de 9.790 milions de dòlars (2016), i el principal artífex d'un estil inconfusible de pel·lícules de dibuixos animats, com l'Ànec Donald o Mickey Mouse.
Disney va adquirir renom com a productor de cinema, com innovador en el camp de l'animació i com a dissenyador de parcs d'atraccions. Al costat del seu equip va crear alguns dels personatges d'animació més famosos, especialment Mickey Mouse, una caricatura d'un ratolí, a la qual el mateix Disney va posar la seva veu original. Durant la seva extensa i reeixida carrera en el cinema d'animació va ser premiat amb 26 premis Oscar d'un total de 59 nominacions, i va rebre quatre premis honorífics, el que en fa la persona que més premis de l'Acadèmia ha guanyat. També va ser guardonat amb set premis Emmy.
Walt Disney va morir el 15 de desembre de 1966 a causa d'un càncer de pulmó.

## Biografia

### Els inicis

#### Infància
Walt Disney nasqué a Chicago el 5 de desembre del 1901 i tingué una infància habitual de fill de pagès. El seu pare, Elias Disney (1859-1941), d'avantpassats irlandesos, havia arribat als Estats Units des del Canadà i s'havia instal·lat a Chicago poc després de casar-se amb la mestra d'escola, Flora Call (1868—1938), l'any 1888. Walt nasqué l'any 1901, va ser el quart dels cinc fills del matrimoni. L'any 1906, la família es traslladà a una granja dels voltants de Marceline, Missouri, per la creixent criminalitat a Chicago segons l'opinió d'alguns. Més endavant, Disney deia que aquells foren els seus anys més feliços de la seva vida. Tant ell com la seva germana petita, Ruth, eren massa petits per ajudar amb les feines de la granja i passaven gran part del temps jugant. D'aquesta època són els primers dibuixos i l'afició als trens.
Aquests anys idíl·lics s'acabaren pocs anys després. L'any 1909, Elias Disney emmalaltí sobtadament de febre tifoide, i encara que tenia l'ajuda dels seus fills grans, es veié impossibilitat de continuar fent de pagès. Va vendre les terres a contracor, i la família visqué en una casa llogada fins al 1911, quan se'n van anar a Kansas City (Missouri). Aquest canvi fou molt dur per al jove Disney perquè va haver de deixar l'ambient rural. A Kansas City, Walt començà a treballar de repartidor de diaris.
D'acord amb els arxius de l'escola pública del districte de Kansa City, Disney va presentar-se a la Benton Grammar School l'any 1910, i es graduà el 8 de juny del 1911. No era cap bon estudiant: per culpa de la feina de repartir diaris, li costava concentrar-se i sovint s'adormia; sovint somiava despert i passava el temps fent gargots.
Elias deixà la seva feina com a repartidor de diaris i es convertí en un dels propietaris d'una empresa que feia carbonatades, la O'Zell Company de Chicago. La família es traslladà a aquesta ciutat, i Disney continuà els seus estudis a l'escola McKinley High School de Chicago. Alhora, treballava per al seu pare i anava a classe a la tarda a l'Institut d'Art de Chicago.
A l'edat de quinze anys, Walt va trobar una feina d'estiu venent diaris i llaminadures als passatgers del ferrocarril de Santa Fe. Li interessava molt més el tren que la seva feina, perquè sovint li robaven la mercaderia.
Durant els anys a l'escola, Disney va fer la historieta del diari de l'institut, The Village Voice. Els seus còmics eren de temàtica patriòtica i política, principalment sobre la Primera Guerra Mundial. El 1918, volent seguir els passos del seu germà Roy, que s'havia allistat a la marina, va deixar l'institut per allistar-se a l'exèrcit. No va ser acceptat per ser massa jove. Quan va saber que el cos d'ambulàncies de la Creu Roja admetia nois de disset anys, Walt falsificà el seu certificat de naixement per a fer veure que havia nascut el 1900 en lloc del 1901, i que ja n'havia fet disset.
Fou admès, però mai no arribà a entrar en combat. Quan acabà l'entrenament i fou traslladat a Europa, la guerra ja havia acabat. Passà la resta del temps a la Creu Roja com a conductor d'ambulàncies a França, traslladant oficials. S'entretingué omplint de dibuixos l'ambulància que conduïa. Va ser també en aquesta època quan començà a fumar, un hàbit que l'acompanyaria durant tota la seva vida. El 1919 sol·licità ser rellevat de les seves obligacions militars i va retornar als Estats Units.

#### Inicis en l'animació
Decidit a seguir la seva carrera artística, es traslladà a Kansas City. El seu germà Roy treballava en un banc per la zona i, gràcies a un amic, li aconseguí una feina a la Pesemen-Rubin Art Studio on Walt es dedicà a crear anuncis per a diaris, revistes i cinemes. Allà coincidí amb un altre dibuixant, Ubbe Iwwerks, amb qui va forjar una amistat, i ambdós decidiren començar el seu propi negoci.
Disney i Iwwerks (qui escurçà el seu nom a Ub Iwerks) fundaren una companyia anomenada Iwerks-Disney Commercial Artists el gener de 1920. Per desgràcia, no aconseguiren molts client, i finalment hagueren de tancar-la. Ambdós foren contractats per l'empresa Kansas City Film Ad i treballaren en anuncis realitzats amb tècniques primitives d'animació per a cinemes locals. Disney estava fascinat per les possibilitats de l'animació. Passà diversos dies a la biblioteca pública de Kansas City fullejant llibres d'anatomia i mecànica; llegí també un llibre d'Edweard Muybrdige sobre l'animació. Aprofità el seu temps a Film Ad per experimentar amb l'animació i tècniques cinematogràfiques. Inclús manllevà una càmera de l'empresa per a experimentar a casa.
Després de dos anys a l'empresa, Disney cregué que havia adquirit suficient experiència com per emprendre un nou negoci pel seu compte. El 1922, fundà l'empresa Laugh-O-Gram Films Inc., dedicada a realitzar curtmetratges animats basats en contes de fades populars i relats per a nens, com La Ventafocs o El gat amb botes. Entre els seus empleats estaven Iwerks, Hugh Harman, Rudolph Ising, Carmen Maxwell, i Friz Freleng. Els curts es feren famosos a la zona de Kansas City, però les seves despeses de producció sobrepassaven als ingressos que proporcionaven.
Després de crear l'últim curtmetratge que era una mescla d'acció real i animació titulada Alice's Wonderland, l'estudi es declarà en fallida el juny de 1923. Disney decidí llavors a traslladar-se al florescent centre de la indústria cinematogràfica, Hollywood. Vengué la seva càmera i obtingué els diners suficients per a un viatge d'anada en tren a Califòrnia. Deixà enrere als seus amics i antics treballadors, però s'emportà amb ell la pel·lícula d'Alice's Wonderland.
Arribà a Los Angeles amb quaranta dòlars a la butxaca i una pel·lícula sense acabar a la seva maleta. El seu propòsit era abandonar el cinema d'animació, creient que no podia competir amb els estudis de Nova York. Pretenia convertir-se en director de pel·lícules d'acció real, i recorregué sense èxit tots els estudis buscant feina.
En no trobar-ne, va tornar a intentar-ho amb l'animació. El seu primer estudi a Hollywood fou un garatge a casa del seu oncle Robert. Envià la pel·lícula Alice's Wonderland a la distribuïdora novaiorquesa Margaret Winkler, qui mostrà un gran interès per la pel·lícula i contractà Disney per produir més pel·lícules combinant animació i imatges reals.
Es reuní amb el seu germà Roy, que s'estava recuperant d'una tuberculosi a un hospital de veterans de Los Angeles, i el convencé perquè s'encarregués de la gestió econòmica de l'estudi. Roy estigué d'acord. A petició de Disney, l'actriu protagonista d'Alice's Wonderland —Virginia Davis— i la seva família es traslladaren a Hollywood des de Kansas City. El mateix va fer Iwerks. Aquest fou el començament de Disney Brothers' Studio, predecessor de la futura The Walt Disney Company.
Les noves pel·lícules, anomenades Alice Comedies tingueren bastant èxit. Després de Virginia Davis, qui deixà la sèrie al no acceptar Disney les exigències d'augment salarial dels seus pares, foren protagonitzades per les actrius Dawn O'Day i Margie Gay; més endavant, Lois Hardwick assumí breument el paper. Quan acabà la sèrie, el 1927, el centre d'atenció era més els personatges animats — en particular un gat anomenat Julius que recordava al Fèlix el gat.

#### Oswald the Lucky Rabbit
El 1927, Charles B. Mintz que s'havia casat amb Margaret Winkler i en aquell moment portava el negoci, sol·licità una nova sèrie de pel·lícules, només d'animació, que serien distribuïdes per Universal Pictures de Carl Laemmle. La nova sèrie Oswald the Lucky Rabbit fou un èxit quasi instantani. El personatge fou creat i dibuixat per Iwerks. El seu èxit permeté el creixement de l'estudi, i Walt pogué tornar a contractar Harman, Ising, Maxwell i Freleng, de Kansas City.
El febrer de 1928, Disney viatjà a Nova York per negociar un nou contracte amb Mintz, però s'emportà una gran sorpresa quan aquest li anuncià que no només anava a pagar-li menys per cada curtmetratge que produís, sinó que tenia als principals animadors de Disney — incloent Harman, Ising, Maxwell i Freleng (però no Iwerks) — sota contracte, i que crearia el seu propi estudi si Disney no acceptava treballar per menys diners. Els drets d'Oswald pertanyien a Universal i no a Disney, i podien fer les pel·lícules sense ell.
Disney refusà la imposició de Mintz i perdé gran part del personal del seu estudi. Els que se n'anaren formaren el nucli del Winkler Studio, dirigit per Mintz i el seu cunyat George Winkler. Tanmateix, Universal assignà no gaire més tard la producció de les pel·lícules del conill Oswald a una secció de la seva pròpia empresa que dirigia Walter Lantz, i Mintz va haver de dedicar el seu estudi a la producció dels curts de Krazy Kat. Harman, Ising, Maxwell i Freleng crearen un personatge molt semblant a Oswald, Bosko, per a Leon Schlesinger i Warner Bros., i començaren poc després a treballar en les primeres entregues de la sèrie Looney Tunes.
La companyia Disney recuperà els drets sobre Oswald 78 anys després, l'any 2006.

#### Mickey Mouse
Després de perdre el drets sobre Oswald, Disney optà per crear un nou personatge. Existeix una discussió sobre qui fou el que tingué la primera idea sobre el ratolí animat que és atribuïda a Disney, encara que d'altres creuen que fou Iwerks. En tot cas, ambdós participaren en la creació del personatge. Les seves primeres pel·lícules foren animades per Iwerks i el seu nom apareix als crèdits. El ratolí va ser anomenat en un principi com Mortimer, però més tard la Lillian Disney va tenir la idea de posar-li Mickey Mouse, perquè per la Lillian Disney ere un nom molt especial.
La primera aparició cinematogràfica de Mickey tingué lloc el 15 de maig de 1928 a Plane Crazy, un curtmetratge mut, com totes les pel·lícules de Disney fins aquell moment. Després de no reeixir a interessar els distribuïdors per Plane Crazy ni per la seva continuació, The Gallopin' Gaucho, Disney creà una pel·lícula sonora, Steamboat Willie. L'empresari Pat Powers proporcionà a Disney tant la distribució de la pel·lícula com el Cinephone, un sistema de sincronització de so. Des de llavors, totes les pel·lícules de Disney serien amb so. El mateix Disney s'encarregà dels efectes vocals dels seus primers curtmetratges i fou la veu de Mickey Mouse fins al 1947.
Mickey Mouse aconseguí un extraordinari èxit, fins al punt que, el 1935, la Societat de Nacions premià Disney amb una medalla d'or, declarant Mickey «símbol internacional de bona voluntat». El gener del 1930 fou adaptat en còmic, en una tira de premsa amb guió de Disney i dibuixos d'Ub Iwerks, si bé prompte serien substituïts per Floyd Gottfredson, qui faria la tira de premsa de Mickey Mouse durant 45 anys. Durant la dècada del 1930, el mercat s'inundà de productes relacionats amb el personatge, des de joguets infantils i rellotges de pulsera fins a braçalets de diamants dissenyats per Cartier. Nombroses personalitats públiques declararen la seva admiració per a Mickey Mouse, com per exemple l'actriu Mary Pickford, el president dels Estats Units Franklin Delano Roosevelt, Benito Mussolini i fins i tot el rei d'Anglaterra, Jordi V.

#### Silly Symphonies

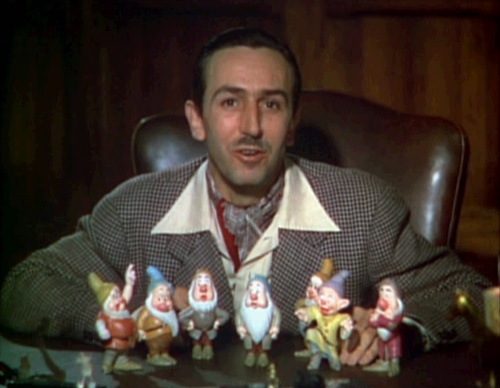
Walt Disney amb els nans de La Blancaneu i els set nans.

A més a més dels curtmetratges de Mickey Mouse, el 1929 Disney començà una sèrie de pel·lícules musicals titulada Silly Symphonies. La primera es titulà The Skeleton Dance (La dansa dels esquelets), i fou completament dibuixada i animada per Iwerks, que fou també el responsable principal de gran part de les pel·lícules produïdes per Disney als anys 1928 i 1929. Encara que totes dues sèries tingueren un gran èxit, l'estudi Disney no estava d'acord a compartir els beneficis amb Pat Powers, i firmà un nou contracte de distribució amb Columbia Pictures.
Iwerks s'estava cansant de la posició subalterna que tenia a l'estudi tot i realitzar gran part de la feina, i fou convençut per Powers per obrir el seu propi estudi amb un contracte exclusiu. Disney buscà desesperadament algú que pogués reemplaçar-lo, ja que ell mateix no era capaç de dibuixar tant bé, ni —sobretot — tant ràpid (es deia que Iwerks feia més de 700 dibuixos al dia per als curts de Mickey).
Entretant, Iwerks llançava la reeixida sèrie sobre el personatge de Flip the Frog amb el primer curtmetratge d'animació sonor en color, titulat Fiddlesticks. Creà també dos sèries més: Willie Whopper i Comicolor. El seu èxit amenaçava el predomini que Disney havia aconseguit en la indústria del cinema de dibuixos animats.
Disney contractà diverses persones per fer la feina que Iwerks era capaç de fer en solitari. El 1932, Disney estrenà la seva primera pel·lícula en color, Flowers and Trees, de la sèrie Silly Symphonies, que aconseguí l'Oscar al millor curtmetratge d'animació el 1932. Aquell mateix any, Disney va rebre també un Oscar honorífic per la creació de Mickey Mouse els curtmetratges del qual passaren a realitzar-se en color a partir de 1935. Aviat aparegueren sèries derivades, protagonitzades per nous personatges, com l'Ànec Donald, Goofy i Pluto.

#### Vida privada
El 1925, Disney contractà una jove que es deia Lillian Bounds per entintar i acolorir el cel·luloide. Després d'un breu festeig, es casà amb ella el 15 de juliol de 1925. Després d'intentar-ho diversos cops, Lillian donà a llum una filla, Diane Marie Disney (18 de desembre del 1933 – 19 de novembre del 2013). Sense possibilitats de tenir més fills, els Disney adoptaren una segona filla, Sharon Mae Disney, el 1936. Lillian morí el 16 de desembre de 1997. La seva filla adoptiva, Sharon, havia mort el 1993.

### L'edat daurada de l'animació

#### «La bogeria de Disney»:La Blancaneu i els set nans
Encara que els ingressos de l'estudi eren considerables, no eren encara suficients per a Disney, que el 1934 començà a planejar la producció d'un llargmetratge. Quan la indústria de l'animació va saber que Disney planejava la producció d'un llargmetratge animat sobre La Blancaneu, es batejà el projecte com la «la bogeria de Disney», i tot el món estigué d'acord que el projecte acabaria arruïnant l'estudi. Tant Lillian com Roy tractaren de dissuadir Disney dels seus plans. Aquest contractà el professor Don Graham, de l'Institut d'Art Chouinard, perquè formés part de la plantilla de l'estudi, i utilitzà els curts de la sèrie «Silly Symphonies» com a laboratori per a experimentar sobre l'animació realista d'éssers humans, la creació de personatges animats amb personalitat definida, efectes especials, i l'ús de processos especialitats i aparells com la càmera multiplana.

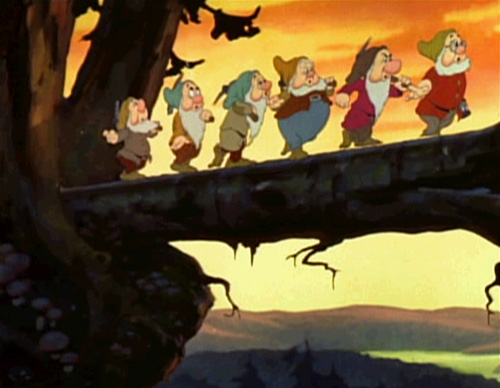
imatge del tràiler de la pel·lícula La Blancaneu i els set nans.

Tots els esforços anaven dirigits a augmentar el nivell tecnològic de l'estudi perquè es pogués produir allà una pel·lícula de la qualitat exigida per Disney. El procés de producció de La Blancaneu i els sets nans (Snow White and the Seven Dwarfs) es prolongà des del 1935 fins a mitjan 1937, quan l'estudi es quedà sense fons. Per aconseguir els fons necessaris per completar la pel·lícula, Disney hagué de mostrar un muntatge previ de la pel·lícula als directius del Bank of America, els quals li prestaren els diners necessaris per finalitzar el projecte. El pressupost inicial de la pel·lícula era de 250.000 dòlars, però acabà costant 1.488.000. La pel·lícula acabada es preestrenà al Carthay Circle Theater el 21 de desembre del 1937, i va rebre una gran ovació.
Blancaneu, el primer llargmetratge animat en llengua anglesa, i el primer a utilitzar el Technicolor, fou distribuït el febrer de 1938 per RKO. Fou la pel·lícula amb més èxit de taquilla del 1938. Obtingué uns ingressos de vuit milions de dòlars (equivalent a uns 98 milions dels actuals) amb la seva estrena.
L'èxit de Blancaneu permeté a Disney construir uns nous estudis a Burbank, que es van inaugurar el 24 de desembre de 1939. El 1939, els estudis produïren altres dos llargmetratges: Pinotxo i Fantasia. La segona, concretament, era una aposta bastant agosarada en no tenir un argument unitari, ja que consistia en vuit peces de música clàssica amb imatges animades (entre d'altres, de Beethoven, Bach i Stravinski), a l'estil de les de Silly Symphonies. Els resultats foren bastant irregulars.
Al mateix temps, seguien creant-se nous curts de les estrelles de la casa Mickey, Donald, Goofy i Pluto. Els curtmetratges com El sastre valent i The Pointer (1939), ambdós protagonitzades pel ratolí Mickey van destacar-se. La producció de curt de la sèrie Silly Symphonies s'acabà el 1939.

#### La vaga de 1941
Després de diversos intents d'organització sindical entre els treballadors de la indústria de l'animació, el 1938 s'havia creat el Screen Cartooninsts Guild (SCG), sindicat que va desenvolupar una campanya per reclutar afiliats. Malgrat que el sindicat havia estat reconegut per altres estudis, Disney es negà a permetre l'afiliació sindical dels seus empleats.
Des de 1937 existia un creixent descontentament entre els treballadors de l'estudi; malgrat els animadors de Disney eran els millors pagats de la professió, hi havia grans desigualtats salarials dins la companyia i consideraven que s'havien incomplert les promeses sobre bonificacions pel treball extra. Pel·lícules com Blancaneus havien obtingut un èxit sense precedents al cinema d'animació i els empleats no havien participat dels beneficis i alguns empleats no van veure reconegut el seu treball en els crèdits de la pel·lícula.
El 1941, Herbert Sorrell, el principal líder sindical de Disney, va intentar negociar el reconeixement del SCG, però no ho va aconseguir. Animadors amb pes als estudis, com Art Babbitt i Bill Tytla, van donar suport actiu a la causa dels seus companys. Disney ho considerà com una traïció personal, i va acomiadar Babbitt i altres setze treballadors. El 28 de maig un gran nombre de treballadors es declararen en vaga. Aquell matí, quan Disney va arribar als estudis, va trobar les portes bloquejades per centernars de treballadors en vaga. Va haver una gran divisió entre els treballadors dels estudis que secundaven la vaga i els que no amb moments de gran tensió.
Finalment, Disney, influït per l'opinió pública majoritàriament favorable a la vaga, i mitjançant la mediació del govern federal i de diversos grups de pressió com el seu principal creditor, el Bank of America, acceptà reconèixer el sindicat. La vaga va acabar el 29 de juliol, després de nou setmanes. Els treballadors obtingueren millores salarials i s'acordà un sistema per reconèixer el seu treball als títols de crèdit. Però Disney no perdonà mai els vaguistes i alguns van ser acomiadats en quant la llei li va permetre, i d'altres van optar per marxar davant l'hostilitat que vivien al seu lloc de treball. Entre els que van haver d'abandonar la companyia hi havia Bill Tytla, John Hubley, Stephen Bosustow, Dave Hilberman i Walt Kelly.
La vaga va danyar la imatge de The Walt Disney Company com empresa paternalista i harmònica que havia tingut als anys trenta, però no disminuí en absolut l'acceptació de la marca per part del gran públic.

#### Temps de guerra

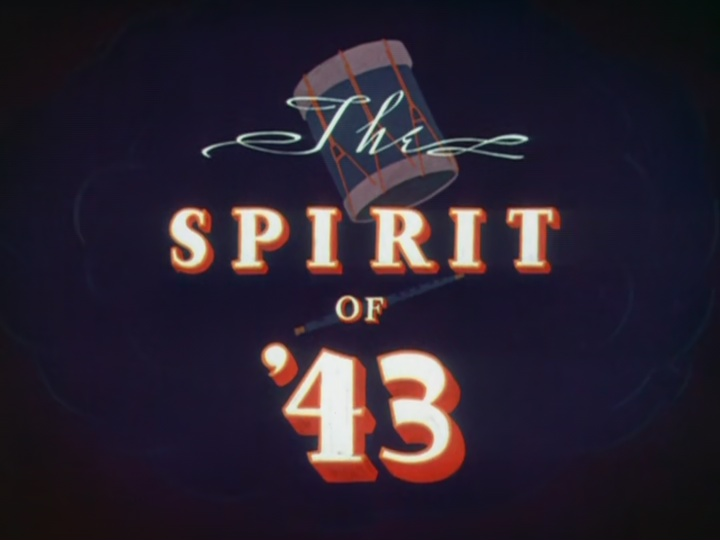
The Spirit of '43, curt dels estudis Disney ambientat en la Segona Guerra Mundial.

Malgrat que Pinotxo i Fantasia no aconseguiren l'èxit aclaparador de Blancaneus, la tendresa de Dumbo, producció que no va ser aturada per la vaga, s'estrenà finalment a l'octubre de 1941, i va ser un gran èxit i una important font d'ingressos per a l'estudi. Poc després, el desembre, els Estats Units van entrar a la Segona Guerra Mundial. Els estudis de Disney col·laboraren estretament amb el govern, puix que produïren pel·lícules educatives i de formació militar, així com d'altres encaminades a aixecar la moral de la rereguarda, com per exemple, Der Fuehrer's Face (El rostre del Führer), Education for Death (Educació per la mort), Reason and Emotion (Raó i emoció), i el llargmetratge Victory Through Air Power (Victòria a través de la força aèria, 1943), en el qual es defenia la idea que era necessari construir més bombarders per guanyar la guerra.
Tanmateix, els estudis travessaren una època d'una certa crisi econòmica. Les pel·lícules propagandístiques no generaven beneficis, i Bambi, el següent llargmetratge de Disney, no produí els resultats desitjats quan s'estrenà a l'abril de 1942. Per retallar despeses, durant els anys 1940 no es produïren nous llargmetratges, sinó pel·lícules que recopilaven diversos curts. Les més destacades van ser Saludos Amigos (1942), la seqüela The Three Caballeros (1945), Song of the South (1946), Fun and Fancy Free (1947), i The Adventures of Ichabod and Mr. Toad (1949). Aquesta última constava només de dos seccions: la primera basada en la llegenda de Sleepy Hollow (The Legend of Sleepy Hollow) de Washington Irving i la segona The wind in the willows, de Kenneth Grahame. Amb la pensada de rentabilitzar les seves produccions, Disney va tenir la següent idea comercial: el 1944 es reestrenà Blancaneus, l'inici de la tradició de reestrenar cada set anys els llargmetratges.
Després de la guerra, malgrat la prosperitat que vivien els Estats Units, els hàbits de consum cinematogràfics canviaren. Els exhibidors deixaren d'interessar-se pels curtmetratges, que abans eren indispensables a l'inici de tota la sessió cinematogràfica, i començaren a encomanar-ne només de llargs. Davant d'aquesta nova situació, Disney diversificà la seva oferta i va orientar-se cap a la producció de pel·lícules infantils d'imatge real (la sèrie True-Life Adventures, que s'inicià el 1948), documentals sobre la naturalesa i programes de televisió.
A final de la decàda de 1940, l'estudi s'havia recobrat el suficient per continuar amb la producció de noves pel·lícules: La Ventafocs (que va ser en vida la pel·lícula favorita de Walt Disney, en especial, l'escena de la transformació del vestit de la màgia de la fada) va ser el primer autèntic llargmetratge produït pels estudis Disney des de Bambi, el 1942. Posteriorment, seguiren Alícia al país de les meravelles (1951) i Peter Pan (1953). Ambdós films van ser molt criticats per ensucrar les obres originals —de Lewis Carroll i James M. Barrie respectivament—, en descartar tots els seus elements pertorbadors i en fer-ne faules intranscendents i innòcues.

#### Walt Disney i la caça de bruixes
Després de la vaga de 1941, Disney sentia molta desconfiança per als sindicats. El 1947, durant els primers anys de la Guerra Freda, testificà davant el Comitè d'Activitats Antiamericanes, i denuncià Herbert K. Sorrell, David Hilberman i William Pomerance, antics treballadors i activistes sindicals, d'agitadors comunistes. Disney explicà que la vaga de 1941 havia format part d'un estratagema del Partit Comunista dels Estats Units per guanyar influència a Hollywood.
Existeixen documents que desmostren que Disney actuà secretament com a agent de l'FBI des dels primers anys de la dècada del 1940 i que el 1954 va ser ascendit al rang d'«agent especial de contacte» (special agent contact) per ordre directa de John Edgar Hoover. Aquests documents desmostren també que els guions d'algunes pel·lícules van ser modificats a instàncies de l'FBI. Una de les preocupacions de l'organització governamental era vigilar la imatge que mostraven els seus agents en les pel·lícules de Disney (per exemple, a la pel·lícula de 1965 That Darn Cat!). Curiosament, aquests documents revelen que el mateix Disney va ser investigat, per l'organització a la qual pertanyia, com a sospitós de subversió, és a dir, de comunista.

### L'imperi Disney

#### Carolwood Pacific Railroad
El 1949, Disney i la seva família adquiriren una mansió amb una gran finca al districte de Holmby Hills de Los Angeles. Disney aprofità per fer realitat el seu somnis de tenir un ferrocarril privat. Amb l'ajuda dels seus amics Ward i Betty Kimball, Disney dissenyà els plànols i començà a construir un tren en miniatura. El tren fou batejat Carolwood Pacific Railroad, pel nom de l'antic carrer en que vivia Disney, Carolwood Drive. La locomotora de vapor dissenyada per Roger E. Broggie, empleat dels estudis, rebé el nom de Lilly Belle en honor de la dona de Disney.

#### Disneyland

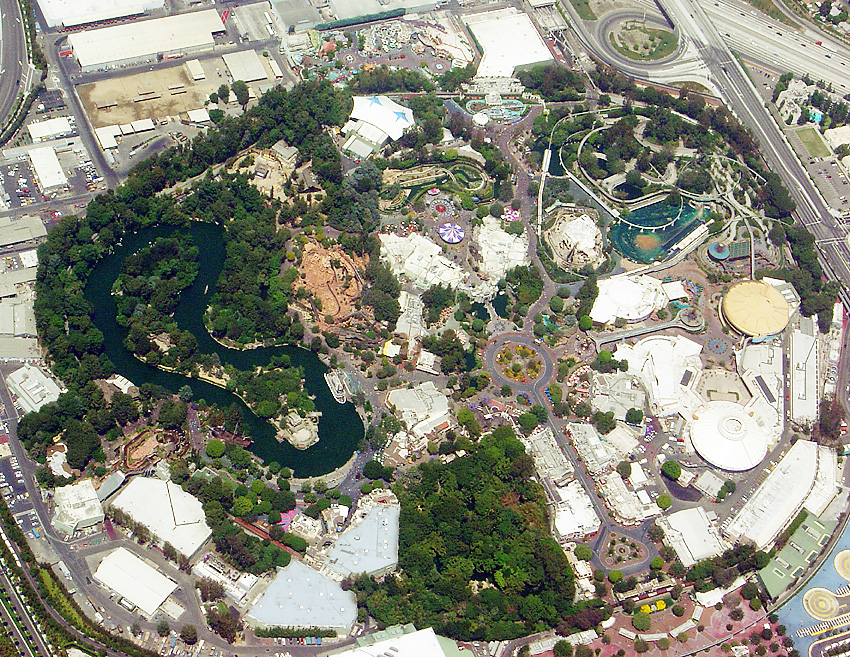
Vista aèria del parc de Disneylandia a Anaheim, Califòrnia

Ja des de la dècada del 1940, Disney tenia la idea de construir un parc d'atraccions per als seus treballadors i les seves famílies perquè es divertissin al temps lliure. Amb el temps, aquest projectes més aviat modest aniria creixent fins a convertir-se en Disneyland.
La font d'inspiració que dugué a Disney a confeccionar el seu projecte foren dos parcs: el Children's Fairyland a Oakland, construït el 1950, i els Jardins de Tivoli a Copenhaguen. Mentre madurava la seva idea de Disneyland, visità nombrosos parcs d'atraccions, però en general li semblaren bruts i mal gestionats.
El 1952, Disney creà una nova filial de la seva empresa, Disney WED Enterprises (anomenada així a partir de les inicials del seu nom: Walter Elias Disney), per a ocupar-se de planejar i construir el parc. Alguns membres de l'estudi participaren en el projecte com a enginyers i dissenyadors. La construcció de Disneyland començà el 21 de juliol de 1954. El parc obrí les portes al públic el 18 de juliol de 1955.

#### Expansió
Quan Walt Disney Productions començà a construir Disneyland, també havia començat a interessar-se per altres àries de la indústria de l'entreteniment. Treasure Island (1950) fou la primera pel·lícula d'acció real de la companyia, i ràpidament la seguiren d'altres: 20.000 Leagues Under the Sea (a Cinemascope, 1954), The Shaggy Dog (1959) i The Parent Trap (1960). Els estudis Disney descobriren molt ràpid la televisió. El 1950 produïren el seu primer programa televisiu, One Hour in Wonderland. A la cadena ABC, Disney patrocinà un programa anomenat Disneyland dedicat a promocionar el seu nou parc d'atraccions, que s'emeteren també seqüències de les pel·lícules antigues. El primer programa televisiu d'emissió diària realitzat per l'estudi fou el popular Mickey Mouse Club, que continuaria, després de diversos canvis de nom, fins ben entrats la dècada del 1990.
A mesura que l'estudi s'expandia i diversificava el seu camp d'acció, Disney anà prestant menys atenció al departament d'animació, i va delegar cada cop més tasques als seus animadors de confiança, que els anomenava els "Nou vells". Encara en vida de Disney, el departament d'animació creà diversos llargmetrats d'èxit: Lady and the Tramp (en CinemaScope, 1955), One Hundred and One Dalmatians (1961), La bella dorment (en Super Technirama 70mm, 1959), i The Sword in the Stone (1963).

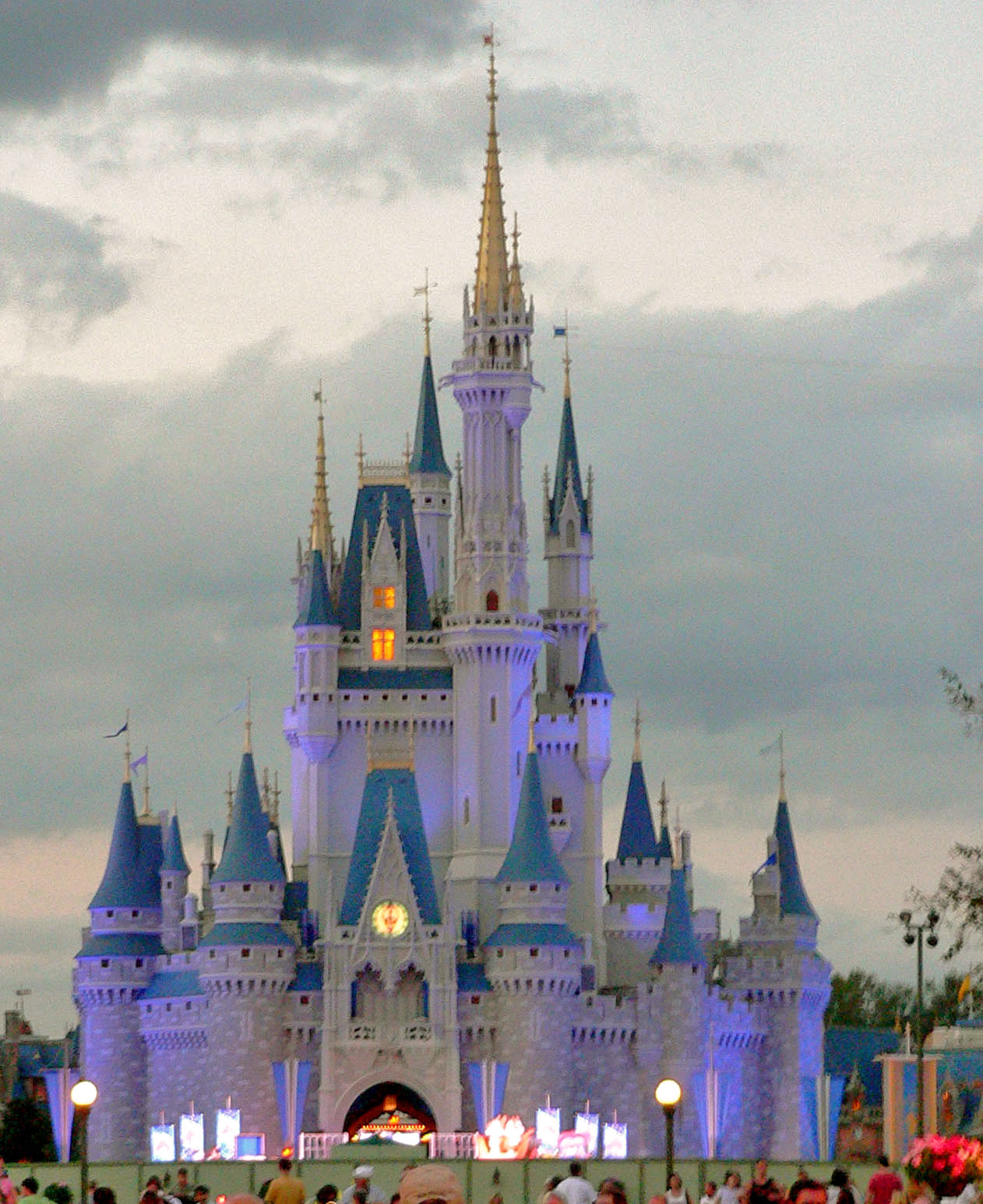
El castell de la Ventafocs a Walt Disney World de Florida

La producció de curtmetratges continuà fins al 1956, quan Disney decidí tancar el departament. Des de llavors, només de forma esporàdica es realitzaren alguns curts.
Els primers anys de la dècada del 1960, l'imperi Disney era un gran èxit, i Walt Disney Productions es consolidà com l'empresa més important dedicada a l'entreteniment famíliar del món. Després de dècades d'intentar-ho, Disney aconseguí finalment els drets dels llibres de P.L. Travers sobre una institutriu amb poders màgics, i el 1964 s'estrenà la pel·lícula Mary Poppins, que combinava l'animació i l'acció real, i fou un altre gran èxit de la factoria (fins i tot fou nominada a l'Oscar a la millor pel·lícula, encara que perdé enfront de la pel·lícula My Fair Lady). Aquell mateix any, Disney presentà diverses novetats a la Fira Mundial de Nova York, entre elles figures Audio-Animatronic, que després foren utilitzades per les atraccions de Disneyland i per al projecte d'un nou parc temàtic a la Costa Est, que Disney havia planejat des que s'obrí Disneyland. El 1965 s'anuncià la construcció del nou parc, Disneyworld, prop d'Orlando (Florida), que començà poc després de la mort de Disney.
Poc temps abans de la seva mort, Disney volia obrir una estació d'esquí (Disney's Mineral King Ski Resort). El projecte fou finalment abandonat a causa de les protestes de les organitzacions ecologistes.

### Mort
Disney deixà de treballar en el desenvolupament de Disneyworld als últims mesos del 1966, quan se li diagnosticà un càncer de pulmó, possiblement a causa de tota una vida com a fumador empedreït. Passà un examen mèdic a l'hospital St. Joseph, al costat de l'edifici de l'estudi Disney, i va sofrir una aturada cardiorespiratòria. Va morir el 15 de desembre de 1966 a l'edat de 65 anys. El seu cos fou incinerat el 17 de desembre al Forest Lawn Cemetery de Glendale (Califòrnia). El seu germà Roy tirà endavant el projecte del parc d'atraccions de Florida. Va insistir que s'anomenés Walt Disney World en honor del seu germà. Roy moriria tres mesos després que el parc obrís les seves portes el 1971.
Anys més tard es difongué una llegenda urbana que deia que Disney pocs minuts abans de morir havia estat criogenitzat. Tanmateix, aquesta llegenda és totalment falsa i les cendres reposen a Califòrnia des de fa més de quaranta anys.

### Ideologia
La ideologia de Walt Disney es basa sobretot en la defensa dels valors de l'american way of life («estil de vida nord-americana»), en els quals creia fermament. La ideologia neocolonialista subjacent als films de Disney ha estat posada en relleu, entre d'altres, per Ariel Dorfman i Armand Mattelart, al seu assaig Per llegir a l'Ànec Donald (1971).
Una qüestió molt discutida és la de les possibles simpaties de Disney pels règims feixistes europeus als anys previs a la Segona Guerra Mundial. Segons algunes referències, va ser rebut a Roma per Mussolini en una o dues ocasions durant la dècada de 1930. També s'ha argüit com a prova de la seva simpatia pel nazisme la seva assistència, en companyia de l'advocat de l'empresa, Gunther Lessing, a mítings del German American Bund, organització pro-nazi nord-americà. No obstant això, el principal testimoni que documenta la presència de Disney en aquests mítings no és en absolut imparcial: es tracta d'Art Babbitt, acomiadat per Disney el 1941 poc abans de la famosa vaga dels treballadors dels estudis. També se sap que Disney va ser un dels pocs empresaris cinematogràfics que van rebre obertament la cineasta alemanya Leni Riefenstahl en la seva visita a Hollywood el 1938, quan la major part de la indústria li va tancar les portes.
En qualsevol cas, si Disney va tenir simpaties pels règims feixistes, les va rebutjar quan el seu país va entrar en guerra contra l'Eix. Durant el conflicte bèl·lic va col·laborar amb el govern realitzant diversos films de propaganda, entre els quals destaca el curtmetratge Der Fuehrer's Face, en el qual apareixen caricaturitzats Hitler, Mussolini i Hirohito i que acaba amb una autèntica oda a les virtuts de la democràcia.
Disney ha estat titllat de vegades d'antisemita, amb l'argument que els jueus apareixen com personatges estereotipats i malèvols en alguns curtmetratges de la dècada de 1930, particularment en Els tres porquets (1933).
Sí que està fora de tot dubte que Disney va ser un fervent anticomunista, en gran manera a causa de la vaga de 1941, que ell va atribuir a maniobres del Partit Comunista dels Estats Units per guanyar poder en la indústria del cinema. Segons la seva declaració davant el Comitè d'Activitats Antiamericanes, creia fermament que el comunisme era una seriosa amenaça contra la manera de vida nord-americana.
No s'ha pogut provar que milités en cap partit polític. Durant els anys 1950, Disney va recolzar econòmicament al Partit Republicà. En la seva joventut, Disney va formar part d'una organització de tipus maçònic anomenada Ordre DeMolay. Segons el seu propi testimoniatge, la pertinença a aquesta organització va tenir un paper molt important en la seva formació.
Les conviccions religioses de Disney són tampoc ben conegudes. Va ser batejat a l'església congregacionalista (de fet, se li va posar el nom de Walter en honor d'un pastor d'aquesta església, Walter Parr), però no sembla haver estat un home religiós, encara que sí que respectava profundament la religió com a garant dels valors establerts. Un llibre sobre la pregària de Roland Gammon editat el 1963, Faith is a Star, diu que Disney va escriure un text sobre la importància dels valors religiosos en la societat i en la seva pròpia vida, que és un dels pocs documents coneguts sobre les seves idees religiosas.

## Oscars de Walt Disney
Al llarg de la seva carrera com a productor cinematogràfic, Walt Disney obtingué un total de vint-i-sis Premis de l'Acadèmia, dels quals quatre foren honorífics. Dotze d'aquells premis foren per curtmetratges d'animació, categoria que les produccions Disney pràcticament coparen durant la dècada del 1930; menys conegut és el fet que Disney fou guardonat també amb deu estatuetes per la producció de pel·lícules d'imatge real (dos d'elles per llargmetratges), en les categories de millor curtmetratge d'imatge real, millor curtmetratge documental i millor llargmetratge documental. Mai rebé un Òscar al millor llargmetratge, encara que Mary Poppins estigué nominada en aquesta categoria l'any 1965, poc abans de la mort de Disney. No existia encara la categoria de millor llargmetratge d'animació, que no es crea fins a l'any 2001, pel qual cap dels llargs clàssics de Disney obtingué l'estatueta; amb dos excepcions: els Oscars honorífics concedits a La Blancaneu, el 1939, i a Fantasia, el 1942.

### Oscar al millor curtmetratge d'animació
- 1932 - Flowers and Trees (1932)
- 1934 - Three Little Pigs (1933)
- 1935 - La tortuga i la llebre (1934)
- 1936 - Three Orphan Kittens(1935)
- 1937 - The Country Cousin (1936)
- 1938 - The Old Mill (1937)
- 1939 - Ferdinand the Bull (1938)
- 1940 - The Ugly Duckling (1939)
- 1942 - Lend a Paw (1941)
- 1943 - Der Fuehrer's Face (1942)
- 1954 - Toot Whistle Plunk and Boom (1953)
- 1969 - Winnie the Pooh and the Blustery Day (1968). A títol pòstum.

### Oscar al millor curtmetratge d'imatge real
- 1949 - Seal Island (1948)
- 1951 - Beaver Valley (1950)
- 1952 - Nature's Half Acre (1951)
- 1953 - Water Birds (1952)
- 1954 - Bear Country (1953)
- 1959 - Grand Canyon (1958)

### Oscar al millor curtmetratge documental
- 1954 - The Alaskan Eskimo (1953)
- 1956 - Men Against the Arctic (1955)

### Oscar al millor llargmetratge documental
- 1954 - The Living Desert (1953)
- 1955 - The Vanishing Prairie (1954)

### Oscar honorífics
- 1932 - Per la creació de Mickey Mouse
- 1939 - Per La Blancaneu i els set nans. En aquesta ocasió s'atorgaren, a més de l'escultura habitual, set miniatures d'aquesta.
- 1942 - Per Fantasia. Compartit amb William E. Garity i J.N.A. Hawkins.
- 1942 - Irving G. Thalberg Memorial Award

## Curiositats

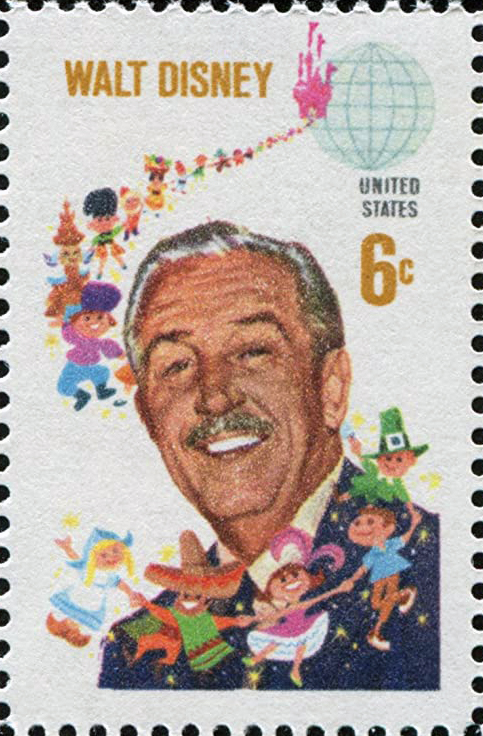
Segell nord-americà del 1968

### Col·laboració amb Salvador Dalí
L'any 1945, els estudis Disney contactaren amb el pintor català Salvador Dalí per la realització d'un curtmetratge d'animació surrealista basat en la seva obra pictòrica. La idea era il·lustrar amb imatges animades una cançó del mexicà Armando Domínguez, composta per una espècie de poema d'amor en imatges oníriques. El projecte finalment s'abandonà l'any següent per problemes pressupostaris. Tanmateix, diverses dècades després, l'any 2003, aprofitant el material existent, s'edità finalment el curtmetratge titulat Destino i tingué un total de set minuts de duració; fou dirigit per Dominique Monfery i es presentà al Festival Internacional d'Annecy.

### Llegendes urbanes
- Poc després de la seva mort, (l'any 1969 quedà reflectit ja en una revista) sorgí un rumor que el cos de Disney havia estat criogenitzat fins que els avanços científics poguessin retornar-lo a la vida. Es tracta d'una llegenda completament falsa, ja que hi ha constància tant de la mort de Disney com de la seva posterior incineració. L'origen del rumor recau en els americans de l'època. Almenys dos biògrafs de Disney, Leonard Mosley (Disney's World: A Biography, 1985) i Marc Eliot (Walt Disney: Hollywood's Dark Prince: A Biography, 1993) mencionen l'interès de Disney per la criònica als últims anys de la seva vida, encara que no aporten fonts concretes. És impossible saber amb certesa si aquest interès existí i que hagi estat el precursor d'aquesta llegenda urbana. Per altra banda, el fet que la incineració es portés en l'àmbit estrictament privat pogué alimentar aquestes especulacions. S'ha de tenir en compte que Disney era conegut, sobretot en els seus últims anys, pel seu interès per les innovacions tecnològiques.[18]
- Una altra llegenda situa el seu naixement a Mojácar (Almería) com a José Guirao Zamora, fill d'una mare soltera que emigrà als Estats Units a principi del segle xx, una teoria que no sustenta cap documentació.[21]